# Алессандро Арджентон
Алессандро Арджентон (італ. Alessandro Argenton, 11 лютого 1937 — 7 січня 2024) — італійський вершник.
Срібний призер Олімпійських Ігор 1972 року в індивідуальному триборстві, учасник 1960, 1964, 1968, 1976 років.